# I'm like a Bird
«I'm like a Bird» (укр. «Я наче пташка») — перший сингл канадсько-португальської співачки Неллі Фуртадо з альбому «Whoa, Nelly!». Випущений 24 жовтня 2000 року лейблом DreamWorks.

## Відеокліп
Кліп спродюсований Френсісом Лоуренсом . На початку камера показує небо, потім опускає вниз, де на траві лежить співачка. Поперемінно з'являються сцени, де вона співає притулившись спиною до дерева. Коли вона прокидається вона бачить пташку на долоні. Потім, вона починає співати приспів, дивлячись у небо, куди злітають пташки. Співаючи наступний куплет, Фуртаду медитує піднявшись над землею. Пізніше вона нахиляється до землі і дивиться на комаху, яка змінює сві колір, одночасно, змінюється і колір її очей. У кінці люди проносять Неллі над собою.

## Списки композицій
Британський CD-сингл
1. «I'm Like a Bird» (LP Version) — 4:02
2. «Party» (Reprise) (Non-LP Version) — 4:53
3. «My Love Grows Deeper» (Non-LP Version) — 4:54
4. «I'm Like a Bird» (Video) — 4:02

Європейський CD-сингл
1. «I'm Like a Bird» (LP Version) — 4:02
2. «Party» (Reprise) (Non-LP Version) — 4:53

Європейський Maxi-сингл
1. «I'm Like a Bird» (LP Version) — 4:02
2. «Party» (Reprise) (Non-LP Version) — 4:53
3. «My Love Grows Deeper» (Non-LP Version) — 4:54
4. «I Feel You» (з Esthero) — 4:08

## Офіційні версії
- «I'm Like a Bird» (Junior Vasquez Club Anthem Remix) — 10:21
- «I'm Like a Bird» (Junior Vasquez Club Anthem Padapella) — 9:12
- «I'm Like a Bird» (Junior Vasquez Earth Anthem Radio Mix) — 6:30
- «I'm Like a Bird» (Gavo's Martini Bar mix) — 6:56
- «I'm Like a Bird» (Moon mix) — 4:27
- «I'm Like a Bird» (Tara remix)
- «I'm Like a Bird» (F Man remix)
- «I'm Like a Bird» (Vadco Martini mix)
- «I'm Like a Bird» (Bubbling Reggae remix)
- «I'm Like a Bird» (Asha vs. Nelly Remix) — 5:33
- «I'm Like a Bird» (Studio Version from Get Loose Tour) — 5:51
- «I'm Like a Bird» (Radio promo) — 4:02
- «I'm Like a Bird» (LP version) — 4:04
- «I'm Like a Bird» (Acoustic version) — 4:29
- «I'm Like a Bird» (Piano version)
- «I'm Like a Bird» (Karaoke version)
- «I'm Like a Bird» (Instrumental version)
- «I'm Like a Bird» (Element 101 Cover from Punk Goes Pop)

## Історія виходів
| Регіон          | Дата виходу       |
| --------------- | ----------------- |
| США             | 24 жовтня 2000    |
| Канада          | 28 листопада 2000 |
| Європа          | 19 лютого 2001    |
| Велика Британія | 26 лютого 2001    |